# Conteville, Oise
Conteville är en kommun i departementet Oise i regionen Hauts-de-France i norra Frankrike. Kommunen ligger i kantonen Crèvecœur-le-Grand som tillhör arrondissementet Beauvais. År 2022 hade Conteville 71 invånare.

## Befolkningsutveckling
Antalet invånare i kommunen Conteville
| Referens: INSEE |